# Anticrist

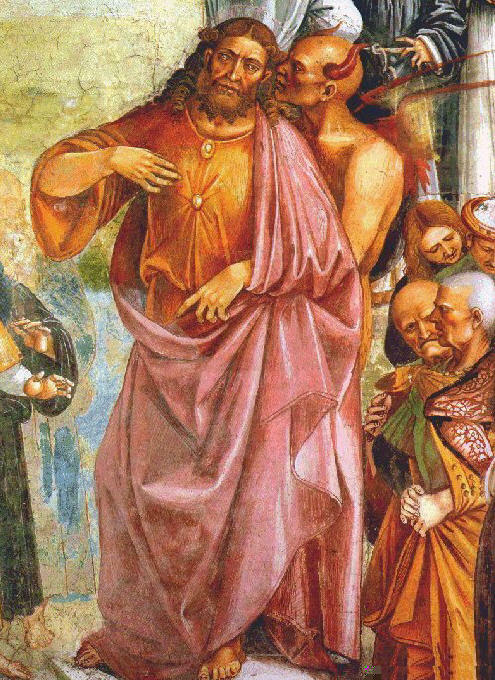
Anticrist i el diable. Fragment del fresc Predicació de l'Anticrist (c.1501) a la catedral d'Orvieto

L'anticrist és, segons la Bíblia, el concepte oposat a Crist i un personatge perseguidor del cristianisme, el qual ha d'aparèixer poc abans de la fi del món. És citat amb aquest nom únicament per l'evangelista Joan, tot i que sant Pau apòstol també en fa referència com «un seductor o impostor que fa apostatar els creients i impedeix als qui encara no ho són d'abraçar la fe».

## Cristianisme
Segons les creences cristianes, l'anticrist és presentat sota el doble aspecte d'impostor religiós i poderós polític. Apareixerà en forma d'un home controlat per Satanàs, l'enemic de Déu, i serà la maldat personificada. Hom li dona diferents noms com ara l'home de pecat, el fill de la perdició, l'impostor, o encara fals profeta.
Igualment, segons els autors sagrats, anticrist és interpretat com: tota persona, institució o col·lectiu anticristià que ha aparegut en diversos períodes i de diverses maneres. Joan Evangelista, que va veure anticrists en el seu temps, els va considerar esperits de l'anticrist futur.
En l'Antic Testament, autors com Ezequiel i Daniel ja van descriure personatges històrics o imaginaris enemics de Déu i del poble jueu. Però l'ésser caracteritzat com a antagonista del Crist prové del Nou Testament: 
- Primera carta de Joan 2:18: «Fills meus, som a l'hora darrera. Havíeu sentit a dir que arribaria l'anticrist; doncs bé, ara han aparegut molts anticrists. Per això sabem que som en l'hora darrera.»[2]
- Segona carta de Joan 1:7: «Pel món corren molts impostors: no confessen que Jesucrist s'hagi fet realment home. Els qui diuen això són l'impostor i l'anticrist.»[3]
- Tessalonicencs 2:3-8: en les cartes de Pau, l'autor es limita a donar les característiques que Joan dona dels anticrists, però sense usar aquesta paraula. Fa servir, per contra, les expressions home malvat i fill de la perdició.[4]
- Apocalipsi: «I vaig veure sortir de les boques del drac, de la bèstia i del fals profeta, tres esperits impurs com granotes.»[5]

## En altres religions
Dins de la tradició islàmica hi ha una figura assimilable a l'anticrist, coneguda com a ad-Dajjal o al-Massih ad-Dajjal (àrab: المسيح الدجّال, al-Masīḥ ad-Dajjāl, literalment 'el fals messies'). En el judaisme també existeix l'Armilus (hebreu: ארמילוס‎, 'l'antimessies') La figura ha inspirat moltes pel·lícules i llibres de terror, així com diverses branques religioses anabaptistes.

## En la filosofia
Ha donat títol a una de les obres més conegudes de Nietzsche, sobre la moral i els valors, Der Antichrist. Fluch auf das Christentum, traduïda al català per Marc Jiménez Buzzi com a L'anticrist. Maledicció sobre el cristianisme. Amb l'anticrist, Nietzsche assajà una transvaloració de tots els valors, és a dir, abolir la valoració cristiana i instaurar una nova valoració, amb totes les implicacions que això tindria en tots els àmbits de la vida individual i col·lectiva, en un intent de fer taula rasa dels darrers dos mil·lennis i inaugurar una nova època. Quan Nietzsche diu que parteix la història de la humanitat en dues meitats, hem d'interpretar aquest gest hiperbòlic com la consciència (o l'esperança?) que aquest llibre no s'escriu sobre el paper sinó que s'inscriu en la història.